# Все можливо (Дискавері)
Все можливо (All Is Possible) — сорок шостий епізод американського телевізійного серіалу «Зоряний шлях: Дискавері» та четвертий в четвертому сезоні. Епізод написав Террі Г'юз Бертон та Гленіз Маллінс, режисер Крістофер Дж. Бірн. Перший показ відбувся 9 грудня 2021 року.

## Зміст
Федерація співпрацює з науковим інститутом Ні'Вару щодо АЧМ. Стамец напружено працює над розгадкою аномалії — заради Букера. Ні'Вар прискорює свої перемовини з Федерацією, і Ріллак просить Бернем й Сару взяти участь — адмірал Венс захворів на екзотичну хворобу й вони мають бути присутніми. Тіллі сумнівається в доцільності спокійного зростання — і вважає необхідним серйозний виклик собі.
Калбер пропонує, щоб Сільвія Тіллі, яка не була впевнена щодо свого місця на кораблі, супроводжувала групу нових курсантів Академії Зоряного Флоту на вправах з формування команди — по запрошенню Ковіча. Адіра також приєднується до них у місії, під час якої курсантам потрібно разом обстежити планету. Кадети з різних світів і не ладнають між собою. Спочатку вони не ладнають, але змушені зблизитися після того, як збилися з курсу та розбилися на небезпечному місяці Геріон М-класу — по них ударило струменем гамма-променів.
Однак вони опиняються на непридатному для життя місяці Л-класу. Оріонець і вимушений мешканець колишнього Смарагдового ланцюга погано ладнають — доходить до сутичок.
На перемовинах представники Ні'Вару наполягають на можливості без попередження в односторонньому порядку вийти з Федерації. Майкл втручається при напруженій точці можливого розриву стосунків. Вона консультує Сару щодо потреби поговорити з президенткою Ні'Вару — аби дізнатися справжні причини такої гострої вимоги. Президентка Федерації натякає Майкл — вона і Сару мали б знайти компромісне рішення — ніби без перемовин із зацікавленими сторонами.
На місяці кадети мають протистояти мсцевим формам життя. Хижак реагує на смгнатуру випромінювання обладнання їх корабля. Разом вони можуть подати сигнал кораблю Зоряного Флоту, який врятує їх і поверне до штаб-квартири Федерації. Калбер намагається допомогти Букеру вийти із стану психологічної прострації. Президентка Т'Ріна демонструє Сару вулканські методи медитації. Майкл пропонує президентці Федерації вислухати пропозиції по урегулюванню.
Кадети на місяці намагаються вибратися на підвищення і уникнути хижої форми життя. В лід біля Адіри вдаряє блискавка і вона не може рухатися. Тіллі намагається врятувати Адіру — кадети неохоче комунікують між собою. Врешті Тіллі вдається знайти підхід до кадетів як команди.
Здається, переговори між Ні'Варом і Федерацією зірвані, але Бернем й Сару розмовляють з обома сторонами і пропонують компроміс, на який вони всі погоджуються: комітет, незалежний від керівництва Федерації. Сару оповідає історію Камінара і як його мешканці зуміли порозумітися. Комісія — незалежна від Федерації — регулярно переглядатиме рішення та здійснюватиме незалежний нагляд. Бернем пропонують працювати в комітеті як громадянці Федерації та Ні'Вару одночасно.
Адіра береться відволікати хижаків доки команда викликатиме допомогу. Однак приманкою стає Тіллі — Адіра ж викликає підмогу з «Армстронга». Таємничий доктор Ковіч пропонує Тіллі посаду викладача в Академії.
Федерація і Ні'вар досягають порозуміння. Презилентка Т'Ріна запрошує Сару на чаювання як вдячність. Букер на знак вдячності за докладені зусилля пропонує Калберу свою психологічну допомогу.
Тіллі погоджується на посаду викладача та залишає «Дискавері».
Ви поводите себе так, ніби вірите — все можливо

## Виробництво
Активна розробка сезону почалася в січні 2020 року. На написання було витрачено більше часу, ніж у попередніх сезонах, через пандемію COVID-19, яка надихнула на космічну аномалію, з якою герої стикаються в сезоні. Нова роль Бернем як капітана також вивчається після її підвищення в кінці третього сезону. Четвертий сезон було офіційно оголошено в жовтні 2020 року, а зйомки проходили в Торонто, Канада, з листопада 2020 року по серпень 2021 року. Для забезпечення безпеки під час пандемії було застосовано нові знімальні процеси, що спричинило деякі затримки виробництва. Відеостіна була побудована для зйомки перед комп'ютерним фоном у реальному часі.

## Сприйняття та відгуки
Станом на листопад 2022 року на сайті «IMDb» серія отримала 5.4 бала підтримки з можливих 10 при 2616 голосах користувачів.
В огляді для «Den of Geek» Лейсі Богер відзначила: «Discovery звернувся до більш продуманого та відверто політичного сценарію — необхідності важких компромісів; населення, якому бракує віри в хиткі інститути, які не служили їм у минулому та не мають такої влади чи привабливості, як вони мали в минулому. Оригінальний час знімальної групи Discovery — досить інтригуючий, особливо якщо серіал зможе знайти спосіб збалансувати політику з більш цікавими науково обґрунтованими пригодами. На які цей сезон виявився настільки вправним у сюжеті».
Оглядач Зак Гендлен для «The A.V. Club» зазначав так: «З огляду на те, що серія почалася тим, що Майкл дізналася — що просто бути правим не обов'язково достатньо, аби робити правильні речі, дивно, що вона зайшла так далеко, насправді не змінившись. Можливо, це створить конфлікт пізніше в сезоні, який змусить її покинути капітанське крісло. Але, враховуючи те, як регулярно Discovery наполягає на тому, що Майкл у всьому права, важко сказати. На даний момент я справді не знаю, чому президент Ріллак постійно просить її про допомогу.»
Скотт Сноуден в огляді для «Space.com» відзначив так: «„Зоряний шлях: Відкриття“ постійно обговорюється, а рішення, прийняті в кімнаті сценаристів, продовжують роз'єднувати шанувальників. А дехто в соціальних мережах стверджує, що „Діскавері“ — це не справжній „Трек“ (що б це не означало). Однак нещодавно у мене була причина повернутися та переглянути частину 1-го сезону, і різниця між тим, що ми дивилися в жовтні 2017 року, і тим, що ми дивимося зараз, разюча. Незважаючи на перешкоди та перевертання ліній шоуранерами за лаштунками — від початку до кінця — це приємніше, ніж будь-який сезон „Дискавері“, який ми бачили з тих пір.»

## Знімались
| Актор               | Роль               |
| ------------------- | ------------------ |
| Сонеква Мартін-Грін | Майкл Бернем       |
| Даг Джонс           | Сару               |
| Ентоні Репп         | Пол Стамец         |
| Мері Вайзман        | Сільвія Тіллі      |
| Вілсон Круз         | Гаг Калбер         |
| Блу дель Барріо     | Адіра              |
| Девід Аджала        | Клівленд Букер     |
| Іен Александер      | Грей Тал           |
| Девід Кроненберг    | Ковіч              |
| Чела Горсдел        | Лайра Ріллак       |
| Тара Рослінг        | Президентка Т'Ріна |
| Аманда Аркурі       | кадетка Вал        |
| Шеймус Паттерсон    | кадет Гаррал       |
| Адріан Волтерс      | кадет Тааг         |
| Аваа Блеквелл       | лейтенантка Іна    |
| Орвілл Каммінгс     | Крістофер          |
| Девід Томлінсон     | Лінус              |
| Петрік Хей          | Ферін              |